# Камінь красномовства

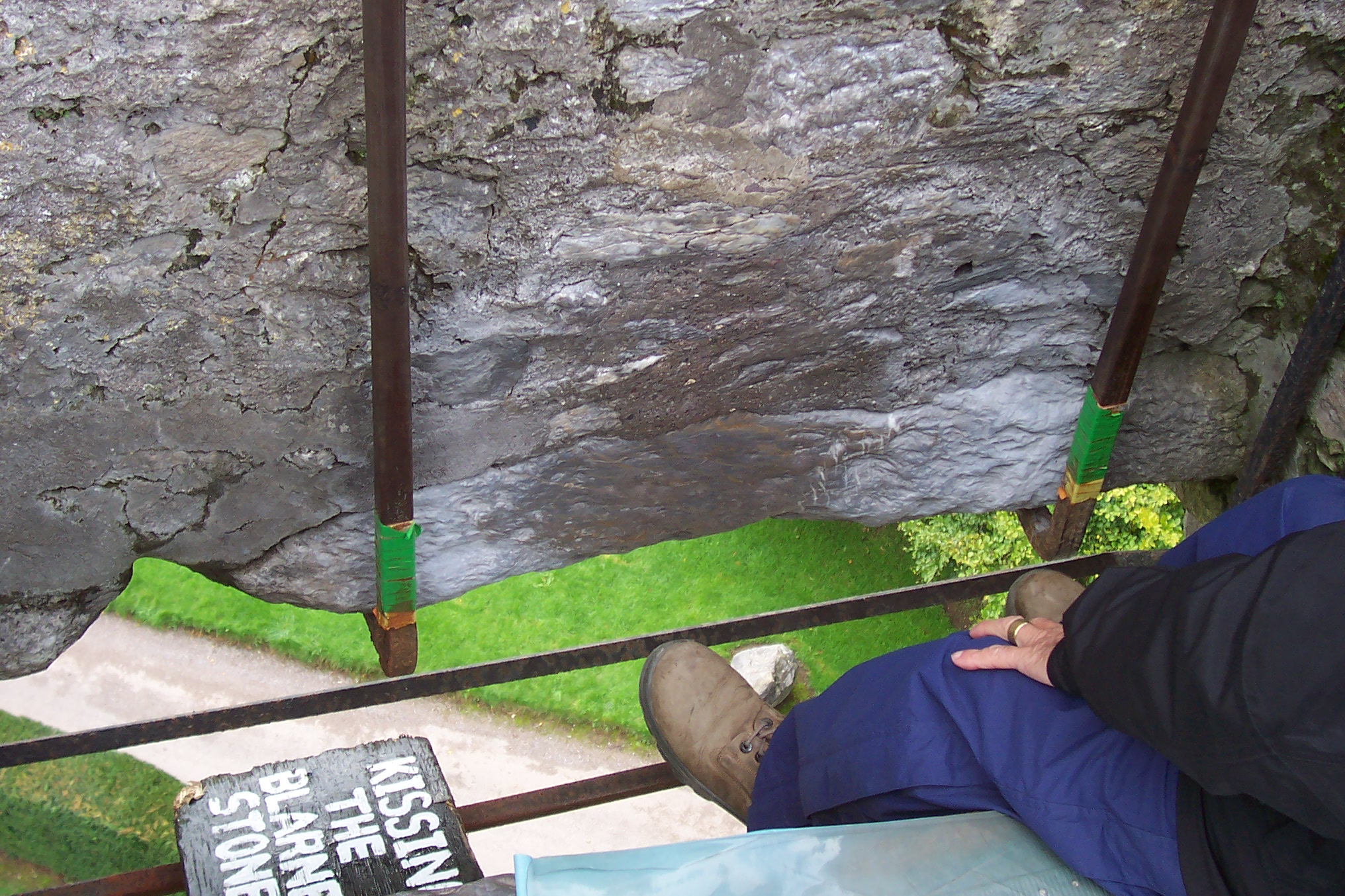
Цілування каменя красномовства

Ка́мінь красномо́вства або бларнійський камінь (ірл. Cloch na Blarnan) — блок карбонового вапняку, вбудований у стіни замку Бларні (Бларні), приблизно за 8 кілометрів (5 миль) від центру міста Корк (Ірландія). За легендою, поцілунок каменя наділяє того, хто цілує, красномовством (або майстерністю в лестощах). Камінь встановлено у вежу замку 1446 року. Замок є популярною туристичною пам'яткою Ірландії, що з усього світу приваблює відвідувачів, які прагнуть поцілувати камінь та оглянути замок і його сади.

Слово «бларні» стало означати «розумна, улеслива або вмовляюча мова». Ірландський політик Джон О'Коннор Павер визначив його так: 
|  | Бларні — це щось більше, ніж просто лестощі. Це лестощі, підсолоджені гумором і приправлені дотепністю. Ті, хто спілкується з ірландцями, мають багато прикладів цього у своєму повсякденному досвіді». Оригінальний текст (англ.) Blarney is something more than mere flattery. It is flattery sweetened by humour and flavoured by wit. Those who mix with Irish folk have many examples of it in their everyday experience. |

1832 року Летиція Елізабет Лендон описала його сучасне значення у статті під назвою «Замок Бларні».

## Походження

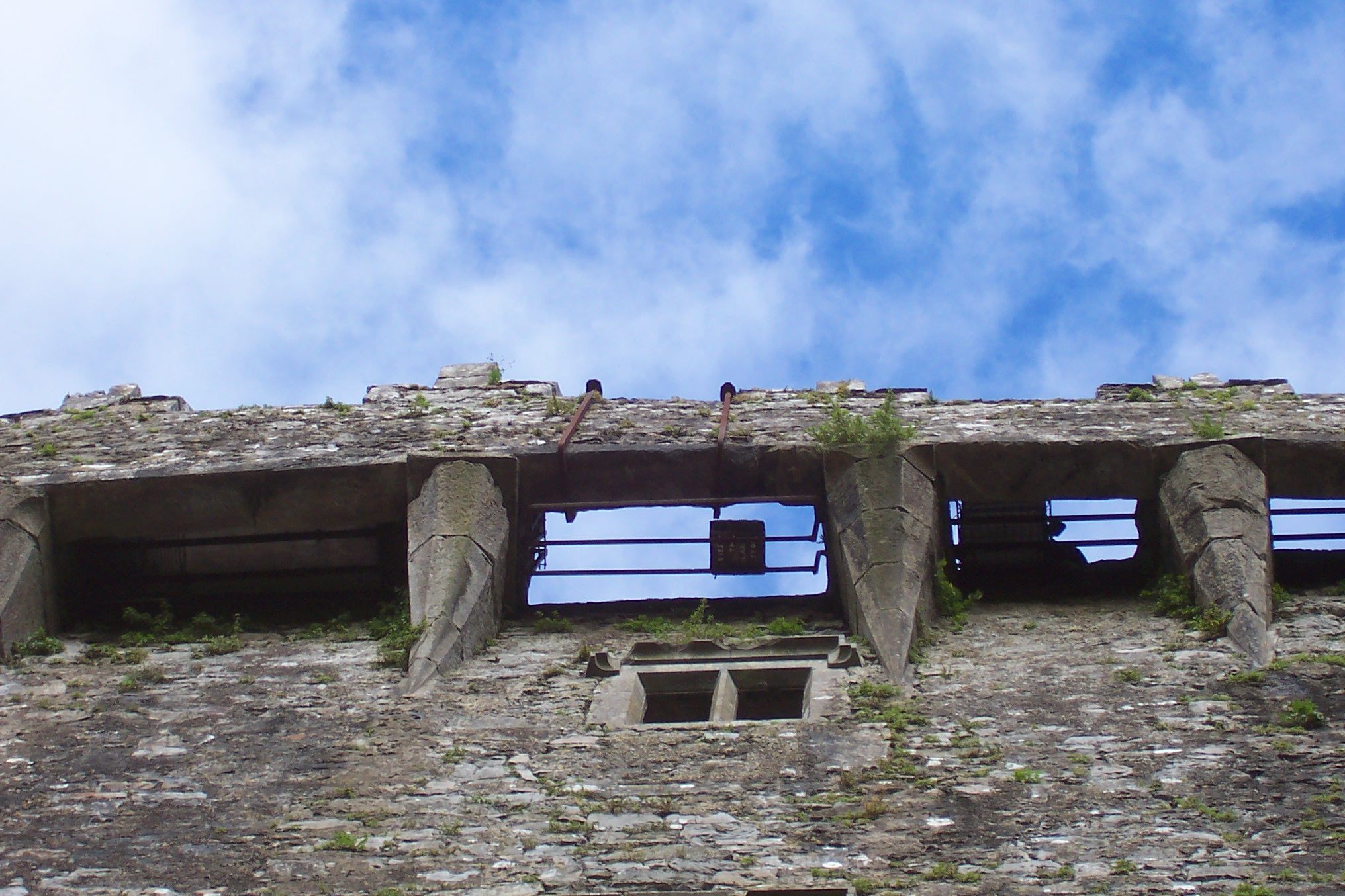
Вигляд на каменя красномовства з землі

Щодо походження каменя є низка версій та легенд. Одна з ранніх історій пов'язана з богинею Кліодною. Кормак Лайдір Маккарті, який збудував замок Бларні, бувши у XV столітті залученим до судового процесу, звернувся по допомогу до Кліодни. Вона сказала Маккарті поцілувати перший-ліпший камінь, який він знайде вранці дорогою до суду, і він так і зробив, після чого, завдяки красномовству, виграв справу. Тому кажуть, що камінь красномовства надає «здатності обманювати, не ображаючи». Потім Маккарті вбудував його в парапет замку.
Власники замку Бларні на своєму вебсайті наводять низку інших пояснень походження каменя. У багатьох із них є припущення, що камінь раніше був у Ірландії, був доставлений до Шотландії, а потім, 1314 року, повернувся до Ірландії. Одна з історій припускає, що камінь Кормаку Маккарті подарував 1314 року Роберт Брюс на знак визнання його підтримки в битві при Беннокберні. Ця легенда стверджує, що це шматок Скунського каменю. Хоча ця народна легенда й цікава, згідно з нею виходить, що камінь вивезено з Шотландії за 18 років до битви при Беннокберні. Більш того, геологи з Університету Глазго провели 2014 року аналіз і виявили, що геохімічний склад каменю відповідає вапняку, знайденому в районі Бларні.

## Ритуал

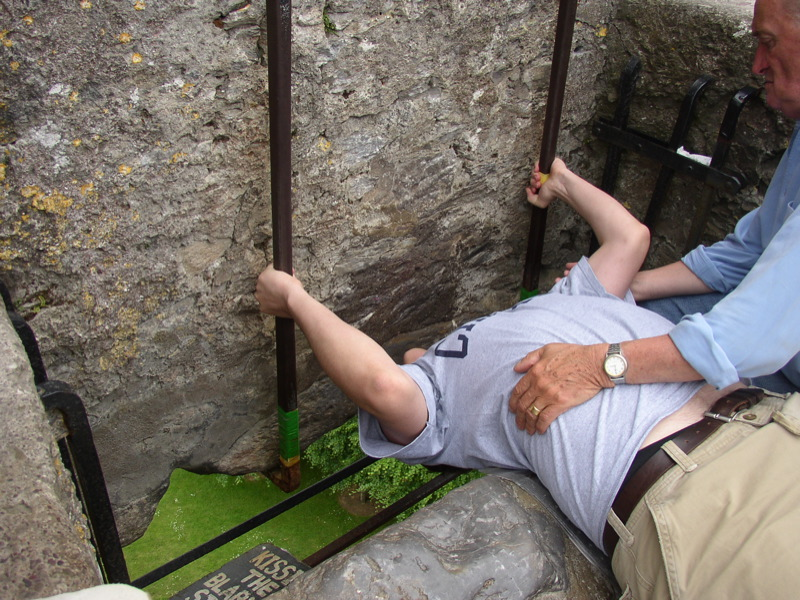
Людина цілує камінь красномовства

Ритуал поцілунку каменя красномовства, за словами власників замку, виконували «мільйони людей», зокрема «світові державні діячі, літературні велетні [та] легенди кіноекрана» (англ. world statesmen, literary giants [and] legends of the silver screen). Однак здійснити поцілунок непросто. Щоб торкнутися каменя губами, охочий має піднятися на вершину замку, а потім нахилитися назад на краю парапету. Традиційно це роблять за допомоги помічника. Хоча парапет зараз оснащено кованими напрямними та захисними поперечинами, ритуал може викликати напади акрофобії.

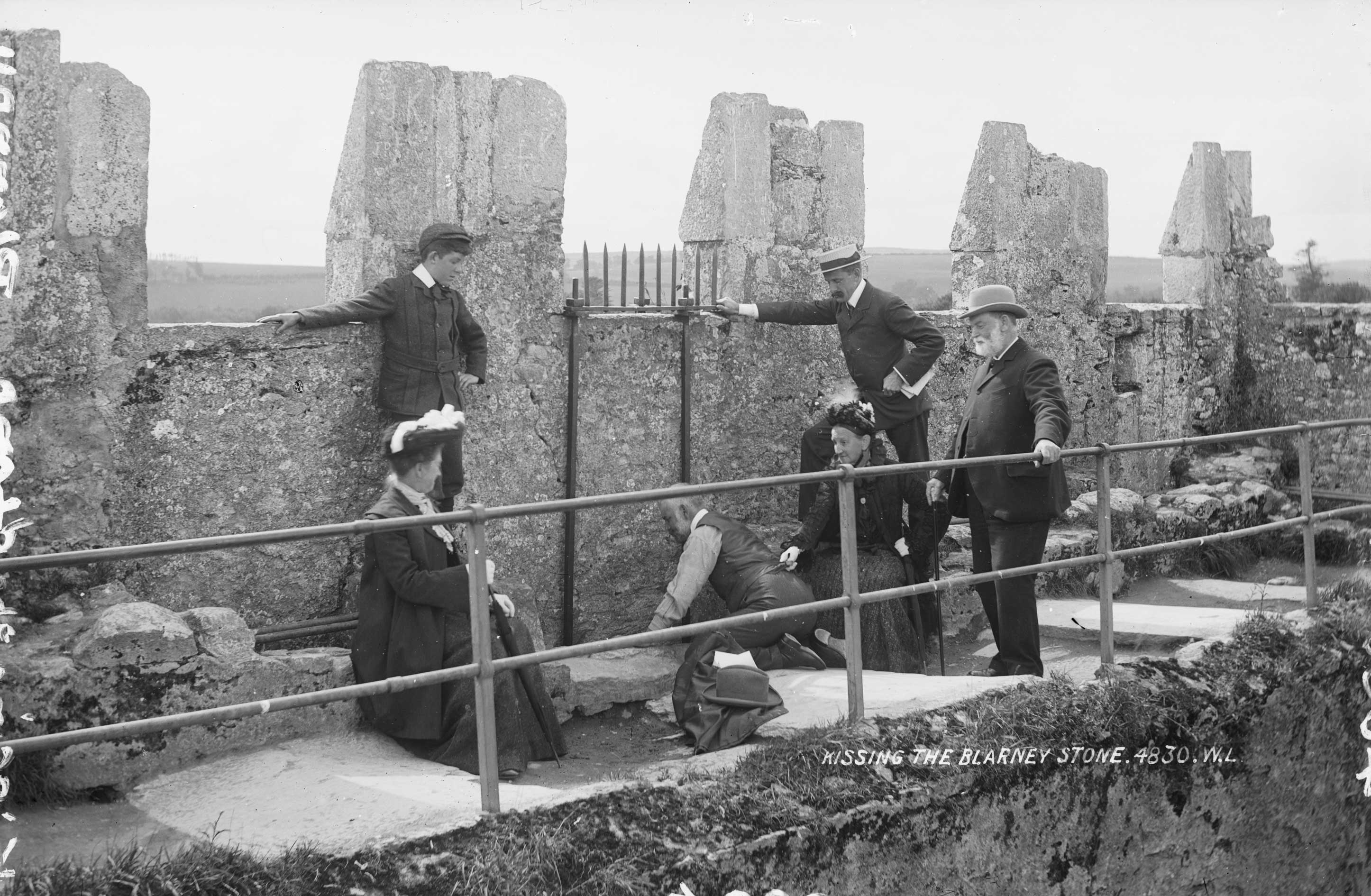
Цілування каменя 1897 року, до встановлення захисних споруд

Перш ніж встановили запобіжні заходи, цілування відбувалося з реальним ризиком для життя та здоров'я, оскільки охочі, утримувані за щиколотки, звисали з висоти.
1888 року Вільям Генрі Герлберт писав, що легенді про камінь на той час, здається, було менш як сто років, це свідчить про те, що традиція зародилася наприкінці XVIII століття. Легенду про Бларнійський камінь описано в «Класичному словнику вульгарної мови» Френсіса Гроуза, надрукованому 1785 року.
2009 року американський сайт мандрівок TripAdvisor назвав камінь красномовства найнегігієнічнішою пам'яткою у світі.

## Легенда
Кажуть, що синонімія слова «blarney» (бларні) з «порожніми лестощами» або «звабливими розмовами» походить з одного з двох джерел. Одна історія пов'язана з богинею Кліодною та Кормаком Лайдіром Маккарті (див. «Походження»). Інша легенда свідчить, що королева Єлизавета I попросила позбавити Кормака Макдермота Маккарті, лорда Бларні, його традиційних земельних прав. Кормак вирушив до королеви, але був упевнений, що не переконає її змінити думку, оскільки не був умілим оратором. Дорогою він зустрів стару жінку, яка сказала йому, що кожен, хто поцілує певний камінь у замку Бларні, отримає дар красномовства. Кормак переконав королеву, що його не слід позбавляти землі.
Відгукуючись про ймовірну силу каменю, ірландський бард початку XIX століття Френсіс Сильвестр Мегоні додав кілька (гумористичних) рядків до поеми Річарда Альфреда Міллікіна «Гаї Бларні» (англ. The Groves of Blarney).
Згідно з традицією Техаського технічного університету, камінь, виставлений у його кампусі від 1939 року, є відсутнім фрагментом каменя красномовства. Як це встановили, невідомо.

## У музиці та літературі
ірландську народну пісню «The Blarney Stone» (Рауд 4800) записали Том Леніген, Маргарет Баррі та Боб Девенпорт.
У репертуарі американського рок-гурту Ween є пісня «Камінь Бларні».
У радіопостановці про Шерлока Холмса «Пригода з Бларні-Стоуном» (вперше вийшла в ефір 18 березня 1946 року) чоловік, який намагається поцілувати камінь красномовства, розбивається на смерть. Холмс виявляє, що це було вбивство, оскільки перед спробою чоботи чоловіка було таємно змащено.
До зображення замку авторства Вільяма Генрі Бартлетта в альбомі Фішера (англ. Fisher's Drawing Room Scrap Book) 1832 року, Летиція Елізабет Лендон наводить низку прикладів улесливої лексики з історичних джерел.
У романі Чака Поланіка «Бійцівський клуб» (1996) головний герой згадує, як під час поїздки до Ірландії після закінчення коледжу помочився на камінь красномовства.

## ЛІтература
- Samuel, Mark; Hamlyn, Kate (2007). Blarney Castle: Its History, Development and Purpose. Cork University. ISBN 978-1-85918-411-0.